# Etta Palm d'Aelders
Etta Lubina Johanna Aelders, coneguda com a Etta Palm i també com a baronessa d'Aelders (Groningen, abril del 1743 - La Haia, 28 de març del 1799), fou una espia i feminista holandesa que s'implicà en la Revolució francesa.
Creà el primer cercle femení de la història de l'estat francés, la Societat Patriòtica i de Beneficència de les Amigues de la Veritat.

## Biografia

### Abans la Revolució
Etta Lubina Johanna Aelders nasqué en una família burgesa de Groninga. Era filla de Jacob Aelders van Nieuwenhuys, negociant i prestador, i d'Agatha Petronella de Sitter. Quan va morir son pare al 1759, la seua mare va dur els negocis i així li va permetre a Etta una bona educació. Mentre estudiava, conegué Christian Palm, fill d'un fiscal d'Arnhem, i es casaren el 1762. Etta va perdre una filla amb pocs mesos i el seu marit la va abandonar.
El 1767, resideix a Amsterdam, on manté relacions amb un patriota holandés, Jan Munniks, que fou nomenat cònsol a Messina. De camí a Messina, el 1773, cau malalta i es quedà a París en un pis proper al Palau Reial i es converteix en cortesana.
Fent-se dir "baronessa d'Aelders", sovintejava els salons i cercles socials.
També es comprometé en una intensa activitat de «corresponsal oficiosa» (espia), fins al 1792. Es posà al servei fins i tot d'interessos antagonistes, Països Baixos, Prússia i estat francés. Així, en arribar a l'estat francés, li paguen per a informar el Stadhouder sobre la diplomàcia francesa. Des del 1774, té com a protector el comte de Maurepas i els serveis secrets francesos la recluten per a una missió d'espionatge a La Haia el 1778 per «informar-se» de la situació davant l'eventualitat d'una guerra francoanglesa.
Amb els diners rebuts torna a París a un pis més gran a la rue Favard, on creà el seu propi saló freqüentat per polítics i intel·lectuals. S'hi reunien exiliats d'Holanda i revolucionaris prominents com ara Jean-Paul Marat, Georges Chabot i Basire. Etta informava el govern del seu país sobre els esdeveniments de París. En La Révolution et les étrangers. Cosmopolitisme et défense national (1918) Albert Mathiez la descriu posant de manifest el poder de manipulació de "la baronessa" entre els dirigents revolucionaris: aconseguí que Marat fes tres articles per desprestigiar els patriotes holandesos exiliats a París. També en destaca la seua audàcia quan aconsegueix fer-se pagar informes periòdics pel Ministeri de relacions exteriors francés des del 1792 mentre continuava pagant-li el gran pensionat holandés van de Spiegel.

### Sota la Revolució
Durant la Revolució Francesa, desplegà una important activitat a favor de l'emancipació de les dones i de la igualtat entre sexes. A més a més de continuar l'activitat en el saló de la rue Favard s'implicà en societats patriòtiques mixtes, com ara la Societat Fraternal d'un i altre sexe (1790) o la Societat Patriòtica d'Amics de la Veritat (1790). Al març del 1791 creà una societat només de dones i fundà la Societat Patriòtica i de Beneficència de les Amigues de la Veritat per a reivindicar la igualtat entre sexes.(3) 

### Feminisme
Etta Palm d'Aelders és una de les poques dones que desplegà una acció política directa al segle XVIII. El 30 de desembre del 1790, va llegir davant el Cercle Social un discurs titulat Sobre la injustícia de les lleis en favor dels hòmens a costa de les dones.
Els textos d'Etta Palm impugnen les arbitrarietats sobre les quals es funda la desigualtat entre sexes; hi reclama que es destruïsquen "els bastions dels prejudicis, potser més perillosos, perquè són més nocius per a la felicitat general"; i que "les lleis siguen comunes a tots els éssers, com l'aire i el sol". Desaprova que les diferències de constitució siguen un fonament legítim de la desigualtat entre sexes; aquest aspecte -també observat per Condorcet quan es pregunta: "Per què éssers exposats a embarassos i a indisposicions passatgeres no podrien exercir drets dels quals mai es va imaginar privar als hòmens que tenen gota cada hivern i que es constipen fàcilment?"- és un dels més notables arguments per a desbaratar el pensament sexista; privades de la seua suposada base biològica, les idees que promouen l'exclusió de les dones resten com a mers prejudicis, com a residus de temps més foscos.
Reivindicà que les dones intervinguessen en la vida política i intentà federar les societats fraternals i els moviments polítics femenins de Bordeus, Alès i Creil.
Al març del 1791 creà la Societat Patriòtica i de Beneficència de les Amigues de la Veritat, cercle femení de la societat masculina homònima, la Societat patriòtica dels Amics de la Veritat.
L'1 d'abril del 1792 Etta Palm, acompanyada d'un grup de dones, intervingué en l'Assemblea Nacional. Hi reivindicà per a les dones el dret a l'educació, la majoria d'edat als 21 anys, la llibertat política, la igualtat de drets i la llei de divorci.
Després va desaparéixer de l'escena pública francesa. Tornà a Holanda on intentà formar clubs femenins com els francesos, signant la crida com "Vriendinne van de waarheid".(3)

### Retorn a Holanda
El 1795 les forces revolucionàries franceses envaïren Holanda i Palm esdevingué sospitosa per als revolucionaris holandesos en intentar negociar la pau que evitàs la invasió.(3)
Etta fou detinguda acusada d'orangista i empresonada en la fortalesa de Woerden, durant tres anys. La presó li malmeté la salut. Quan va ser alliberada a la fi del 1798 va caure malalta i morí poc després, el 28 de març del 1799.

## Cites
- «Senyors, (...)si [la natura] us donà un braç més nerviós, ella ens va fer les vostres iguals en forces morals, i les vostres superiors potser per la vivacitat de la imaginació, la delicadesa dels sentiments, la resignació en els revessos, la fermesa en els dolors, la paciència en el sofriment, finalment en generositat d'ànima i zel patriòtic, i si aquestes qualitats naturals s'enfortissen per una educació acurada, pel suport dels vostres sufragis, per les recompenses públiques, no temo de dir-ho, el nostre sexe superaria sovint al vostre.»

## Obres
- Sud l'injustice des Loix en faveur des Hommes, aux dépens de Femmes, en The French Revolution and Human Rights: A Brief Documentary History, traduït a l'anglés, editat i amb la introducció de Lynn Hunt (Bedford/St. Martin's: Boston/Nova York), 1996, 122–23.
- Appel aux Francoises sur la régénération des mœurs, et nécessité de l'influence des femmes dans un gouvernement libre, Impremta del Cercle Social, probablement impresa al juliol del 1791. Facsímil en: Les femmes dans la révolution Française, T. 2, Paris, Edhis, 1982 et sud Gallica.